# رايس (طب)
رايس (بالإنجليزية: RICE)‏ هي طريقة لعلاج إصابات الأنسجة اللينة وهي تعني باختصار راحة، ثلج ، ضغط ورفع. عندما تستخدم على النحو المناسب، الوقت للانتعاش غالباً ما يصبح أسرع وتقل المضايقة والإزعاج.
رايس هي لسلالات الأنسجة اللينة، وتعتبر كإسعافات أولية أكثر من كونها علاجاً نهائياً. الهدف هو التقليل من نسبة النزيف الداخلي.

## المبادئ الأربع الأساسية

### راحة
الراحة تعتبر جزءا ً أساسياً للإصلاح فمن دونها تتعرض المنطقة لإجهاد مستمر، مما يؤدي إلى زيادة الالتهاب والألم، وإصابات أخرى تصبح ممكنة. أيضا، فإن معظم إصابات الأنسجة اللينة تحتاج وقتا أطول بكثير للشفاء. وهناك كذلك خطر الإصلاح الغير السليم أو الالتهاب المزمن نتيجة لعدم الراحة. بصفة عامة، ينبغي أن تكون الراحة قائمة حتى يصبح المريض قادرا على استخدام أطرافه مع استعادة غالبية وظائف العضو.

### ثلج
الثلج ممتاز في الحد من الالتهابات والألم الناتج من الحرارة المتولدة [بحاجة لمصدر] . الاستخدام الصحيح للثلج يساهم في تقليل الدمار الذي تخلفه الاستجابة الزائدة والتي يمكن أن تنجم بنفسها عن التهاب. هناك طريقة جيدة للثلج تكمن باستخدامه 20 دقيقة من كل ساعة. وهناك توصيات أخرى هي المراوحة بين استخدام الثلج والامتناع عن استخدامه لمدة 15-20 دقيقة لكل منهما، لمدة ساعة 24-48. لمنع نقص التروية الدموية المتركزة في منطقة معينة من الجلد، يوصى بوضع الثلج في منشفة قبل أن يلف حول المنطقة.
تجاوز الوقت الموصى به لوضع الثلج قد يسبب أضراراً وخيمة حيث سيصبح تدفق الدم قليلاً جداً بحيث لا يسمح بتسليم المواد الغذائية والتخلص من النفايات.

### ضغط
الضغط يهدف للحد من تورم الوذمة والذي هو نتاج عملية الالتهابات. ورغم أن بعض التورم أمر لا مفر منه، الكثير من التورم يؤدي إلى خسارة كبيرة في الوظائف، والألم المفرط وتباطؤ تدفق الدم في نهاية المطاف من خلال تقييد الأوعية الدموية.
ضمادة مرنة بدلاً من ضمادة بلاستيك ثابتة (مثل ضمادة أكسيد الزنك) هي المطلوبة للضغط. استخدام ضمادة ضيقة وغير مرنة، قد يؤدي إلى الحد من استخدام تدفق الدم الكافي، مما يمكن أن يتسبب بفقر دم موضعي. ينبغي على الضمادة أن يكون مناسبة دافئة حتى لا تتحرك بحرية، ولكن لا تزال تسمح للتوسع عندما تصبح العضلات مشدودة وتمتلئ بالدم.

### رفع
الرفع يهدف إلى الحد من التورم من خلال زيادة العائد الوريدي من الدم إلى الدورة الدموية بالجسم. وهذا لن يؤدي فقط إلى تقليل الوذمة ، ولكن يساهم أيضاً في إزالة النفايات الناتجة من أثر المنطقة.

## الاختلافات
تستخدم في بعض الأحيان اختصارات متعددة، للتأكيد على الخطوات الإضافية التي ينبغي اتخاذها. تشمل على:
- "هاي رايس"—ترطيب، ايبوبروفين ، راحة، ثلج، رفع وضغط
- "برايس"—حماية، راحة، ثلج، ضغط ورفع [6][7][8]
- "برايس"—نبض (شعاعي نموذجيا أو البعيدة)، راحة، ثلج، ضغط، ورفع
- "برايسز"—وقاية، راحة، ثلج، ضغط، رفع، ودعم
- "برنس"—وقاية، راحة، ثلج، المسكنات ، ضغط، ورفع [9]
- "رايسز"—راحة، ثلج، ضغط، رفع، إحالة [10]
- "درايس"—تشخيص، راحة، ثلج، ضغط، رفع